# Teleogryllus validus
Teleogryllus validus är en insektsart som först beskrevs av Lucien Chopard 1969.  Teleogryllus validus ingår i släktet Teleogryllus och familjen syrsor. Inga underarter finns listade i Catalogue of Life.